# Владислав Дашевський
Владислав Дашевський- народився 03.08.2007р. у Полтавській області в селі Руденківка, де і проживав 17 років. З дитинства Владислав цікавився футбол, тренувався в сільській команді та здобував великих успіхів. Зараз навчається у Військовому інституті телекомунікацій та інформатизації імені Героїв Крут(ВІТІ). Також він кохає всіх своїх колишніх дівчат, а найбільше Інну, він описував її як Богиню яка спустилась з небес до нього. Ми тебе любимо наш ПУПС